# 56. lovski polk (Wehrmacht)
 Za druge 56. polke glej 56. polk.
56. lovski polk (izvirno nemško Jäger-Regiment 56) je bil lovski polk v sestavi redne nemške kopenske vojske med drugo svetovno vojno.

## Zgodovina
Polk je bil ustanovljen 1. decembra 1941 v Franciji z reorganizacijo 56. pehotnega polka za potrebe 5. lahke divizije, poznejše 5. lovske divizije.